# Centrale nucleare di Brunsbüttel
La centrale nucleare di Brunsbüttel (in tedesco Kernkraftwerk Brunsbüttel (KKB)) è una centrale nucleare della Germania situata presso la località di Brunsbüttel nello Schleswig-Holstein. La centrale è composta da un reattore BWR per complessivi 771MW di potenza.